# Eisenbach (Zenn)
Der Eisenbach ist ein 21⁄2 km langer Bach der Nördlichen Frankenhöhe im Gebiet des Marktes Obernzenn im bayerischen Landkreis Neustadt an der Aisch-Bad Windsheim. Nach nordöstlichem bis nördlichem Lauf mündet er nahe beim Hauptort von Obernzenn an dessen Ostecke in den Obernzenner See und damit von rechts in die diesen durchlaufende Zenn.
Der Bach wurde im Zuge von dessen Anlage auf seiner zweiten Laufhälfte etwas westwärts in den See umgeleitet. Der heute abgetrennte, etwa 11⁄4 km lange alte Unterlauf mündet erst weiter abwärts in Obernzenn in den Fluss.

## Geographie

### Verlauf
Der Eisenbach beginnt seinen Lauf in einem Graben neben einem Wirtschaftsweg, der etwa 0,6 km südwestlich der Ortsmitte des Dorfes Urphertshofen von Obernzenn wenig vor der unteren Waldgrenze auf etwa 435 m ü. NHN einsetzt. Dieser läuft nordostwärts mit kaum Baum oder Strauch an seiner Seite auf das in einer kleinen Erosionsbucht liegende Dorf zu. Nach etwa einem halben Kilometer geht er in Urphertshofen nahe der Kirche in eine Verdolung. 
Erst zweihundert Meter weiter im Nordosten fließt er ab seinem Austritt aus einem unter 4 Ar großen, teilweise baumgesäumten Teich an der anderen Ortsseite wieder offen. In einer weiten und flachen Talmulde zieht er nun etwas geschlungen, aber mit meist kahlen Ufern weiter zwischen Wiesen und Äckern, bis ihm etwa anderthalb Kilometer nach seinem Grabenanfang sein zweiter Oberlaufast aus dem Süden zuläuft.
Dieser zweite Oberlauf entspringt aus Quellen, die auf bis zu 483 m ü. NHN am oberen Nordabfall des Bergwaldes liegen, der sich vom Illesheimer Kopf im Westen entlang der Hochstraße genannten St 2245 mit dem Straßenhof ostwärts zieht. Der Rücken hat einen Nordostsporn Eichelberg, an dessen Ansatz im Wald Furtholz die Quellen liegen. Von der auch mündungsfernsten höchsten bis zum Zusammenfluss ist dieser naturnähere, meist baumbestandene rechte Oberlauf etwa 1,3 km lang, sein Teileinzugsgebiet ist etwa 0,9 km² groß, während der linke Oberlauf (mitsamt unterirdischem Teilstück) etwa 1,5 km lang ist und etwa 1,0 km² entwässert.
Von diesem Zusammenfluss an läuft der Eisenbach immer mehr nordwärts, von einer Galerie von Ufergehölz begleitet. Nach weniger als 200 Metern unterquert er eine Gemeindestraße. An deren anderer Seite setzt rechtsseits nahe am Auenrand der alte Unterlauf ein, während der Eisenbach selbst in wenig Abstand zu diesem sich immer mehr dem linken nähert. Nachdem er zwischen einem Sägewerk links und der Obernzenner Eisenmühle durchgezogen ist, wird er in einem in den flachen Hügelrücken gegen den Obernzenner See hin eingekerbten Geländetrog im Bogen nach Westen geführt. Er fließt in den auf 378 m ü. NHN angestauten See an dessen Ostecke kurz vor dem Staudamm ein.
Der Eisenbach mündet nach etwa 2,6 km langem Lauf mit mittlerem Sohlgefälle von etwa rund 22 ‰ etwa 57 Höhenmeter unterhalb seines Grabenbeginns.

### Alter Unterlauf
Der alte Unterlauf des Eisenbachs beginnt auf etwa 391 m ü. NHN ungefähr 0,5 km oberhalb der Eisenmühle und läuft durchweg etwa nordnordostwärts in einer Begleitgalerie. Unmittelbar vor der Mühle gab oder gibt es noch einen sehr kleinen Mühlteich. Nachdem er deren Gelände verdolt gequert hat, berührt er in wieder offenem Lauf kurz einen an die Mühle herangewachsenen Siedlungsteil von Obernzenn, dann trennt er einen Acker von einer Wiese. Auf dem letzten Viertelkilometer durchzieht er den Schlossgarten um das Blaue und das Rote Schloss in Obernzenn. Zuletzt durchläuft er darin einen etwa 0,1 ha großen Teich. Dann mündet er, nach ca. 1,2 km langem Lauf mit mittlerem Sohlgefälle von etwa 0,3 ha auf etwa 371 m ü. NHN und damit etwa 20 Höhenmeter unterhalb seines Laufanfangs von rechts in die obere Zenn.
Der alte Unterlauf, überall in Schichthöhe des Gipskeupers, hat nurmehr ein etwa 0,3 ha großes Einzugsgebiet, das ohne Anteil an den Berghängen im Süden ganz im Naturraum Oberes Zenntal liegt.
Der Vergleich alter Kartenbilder der amtlichen topographischen Karte zwischen ca. 1950 und 2000 zeigt die Anlage des neuen Unterlaufs. Er legt angesichts eines auffälligen kleinen Ostknicks des früheren Verlauf zum Beginn des heute abgehängten Unterlaufs hin die Vermutung nahe, dass dessen anfänglicher Verlauf hart am rechten Auenrand schon einer älteren Laufkorrektur geschuldet ist.

### Einzugsgebiet
Das Einzugsgebiet des Eisenbachs ist etwa 2,4 km² groß und liegt naturräumlich gesehen im Unterraum Nördliche Frankenhöhe der Frankenhöhe; der südliche, bergige Teil aus fast nur Waldgebieten gehört zum Teilraum Petersberg-Virnsberg-Höhen, dort liegt der mit etwa 503 m ü. NHN höchste Punkt an der Südwestecke auf dem Hochplateau östlich des Illesheimer Kopfs, der nördliche und offene gehört dagegen zum Teilraum Oberes Zenntal. Das gesamte Gebiet gehört zu Markt Obernzenn, darin gibt es an Siedlungsplätzen den Straßenhof auf der südlichen Wasserscheide, den größten Teil von Urphertshofen in der Erosionsbucht des Oberlaufs, am Unterlauf die genannte Sägmühle und vielleicht auch ein Gebäude der Eisenmühle.
Den plateauartigen Höhenrücken um die südliche Wasserscheide bedeckt der Blasensandstein der Hassberge-Formation, darunter streichen am Hang die Lehrbergschichten der Steigerwald-Formation aus, in dem die Quellen des rechten Oberlaufs entspringen, während der tiefer entstehende linke Oberlauf in der noch tieferen und flacheren Stuttgart-Formation beginnt. Der weitaus längste Teil schon der Oberläufe läuft im Gipskeuper der Grabfeld-Formation, in dem der Bach auch seine Mündung erreicht. Das Einzugsgebiet liegt also durchweg im Mittelkeuper.
Reihum grenzen die Einzugsgebiete der folgenden Nachbargewässer an:
- Jenseits der südlichen Wasserscheide auf dem dortigen Höhenrücken entwässert größtenteils der Ullenbach, im Südwesten auf der anderen Seite eines nur kurzen Scheidenstücks der Birkenbach zur Fränkischen Rezat, deren Abfluss über die Rednitz die Regnitz noch oberhalb der Zenn erreicht;
- im Nordwesten fließt das Mölbenbächl ebenfalls zum Obernzenner See;
- im nördlichen Osten konkurriert der alte Oberlauf, der etwas tiefer die Zenn erreicht, im mittleren ein namenloser Graben und im südlichen hinter dem Eichelberg liegt um Egenhausen das Quellgebiet des Brachbachs, der weit tiefer in die Zenn einmündet.

### BayernAtlas („BA“)
Amtliche Online-Gewässerkarte mit passendem Ausschnitt und den hier benutzten Layern: Lauf und Einzugsgebiet des Eisenbachs

Allgemeiner Einstieg ohne Voreinstellungen und Layer: BayernAtlas der Bayerischen Staatsregierung (Hinweise)
1. 1 2 3 4 5  Höhe abgefragt auf dem Hintergrundlayer Amtliche Karte (Rechtsklick).
2. ↑  Höhe nach blauer Beschriftung auf dem Hintergrundlayer Amtliche Karte.
3. 1 2 3 4  Länge abgemessen auf dem Hintergrundlayer Amtliche Karte.
4. 1 2 3 4  Einzugsgebiet abgemessen auf dem Hintergrundlayer Amtliche Karte.
5. 1 2  Seefläche abgemessen auf dem Hintergrundlayer Amtliche Karte.
6. ↑  Vergleich der Blätter der amtlichen topographischen Karte mit dem Layer Zeitreise.
7. ↑  Geologie nach dem Layer Geologischen Karte 1:500.000.

### Sonstige
1. ↑  Franz Tichy: Geographische Landesaufnahme: Die naturräumlichen Einheiten auf Blatt 163 Nürnberg. Bundesanstalt für Landeskunde, Bad Godesberg 1973. → Online-Karte (PDF; 4,0 MB)